# Baoulé

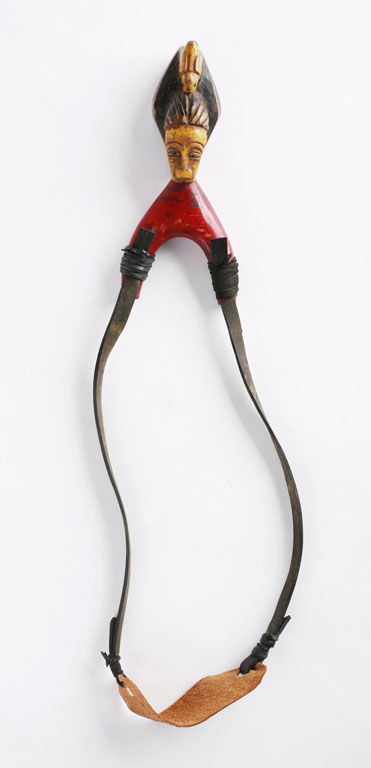
Tirachinas janiforme, colección permanente del Museo de los Niños de Indianápolis.

Baoulé o baulé es uno de los mayores grupos étnicos de Costa de Marfil, con 2 130 000 miembros. Forma parte del pueblo akan. Es un grupo tradicionalmente dedicado a la agricultura que reside principalmente en la región oriental de Costa de Marfil, entre los ríos Komoé y Bandama, una zona de bosques y desierto. Sus cultivos principales son ñame, maíz, cacao y nueces de kola.

## Leyenda
Los baoulé, según sus tradiciones orales, emigraron desde Ghana cuando los asante se hicieron con el poder. Se dice que el rey asante y la reina baoulé, Pokou, eran rivales, pues ambos querían dominar a sus vecinos. El asante triunfó, lo que marca el comienzo del Imperio asante y los baoulé emigraron. Durante el éxodo, la reina sacrificó a su hijo al cruzar el río Komoé. De aquí proviene el nombre de baoulé, baouli significa «el niño está muerto». El descendiente varón de Aura Pokou sigue siendo honrado como el líder de los baoulé y vive en el palacio que la reina Pokou construyó.